# Fritiof Rudén
Fritiof Rudén, född 11 mars 1897 i Maria Magdalena församling, Stockholm, död 10 mars 1972 i Sofia församling, Stockholm, var en svensk landslagsman i fotboll. 
Rudén var fotbollsmålvakt och spelade inledningsvis i Johanneshofs IF därefter i Djurgårdens IF. Åren 1917 och 1920 var han med och vann Svenska Mästerskapet med Djurgården. 
Under perioden 1916 till 1922 spelade han fem A-landskamper för Sverige. Samtliga matcher var officiella träningslandskamper, matcherna slutade med två segrar (Finland*2) och tre förluster (USA, Norge och Polen). Rudén är begravd på Sandsborgskyrkogården i Stockholm.